# Convergence patriotique panafricaine
La Convergence patriotique panafricaine (CPP) est un parti politique togolais.
Créé en 1999 par la fusion de l'Union togolaise pour la démocratie (UTD), l'Union pour la démocratie et la solidarité (UDS), le Parti des Démocrates pour l'Unité (PDU) et le Parti d'action pour le développement (PAD).
D'obédience panafricaniste et plutôt de centre-gauche, la CPP est un des plus importants partis politiques du Togo. Son Président fondateur, Edem Kodjo, a été par le passé, ministre de l'économie et des finances, puis des affaires étrangères du Togo, avant d'être secrétaire général de l'Organisation de l'unité africaine à la fin des années 1970.
De juin 2005 à août 2006, la CPP a été avec le PDR et le PSR, un des partis d'opposition togolais associés au gouvernement, son leader Edem Kodjo en étant le premier ministre.
La CPP a participé aux élections législatives du 14 octobre 2007. Le nouveau système électoral adopté pour cette élection (scrutin de liste par circonscription) n'a pas permis à la CPP d'obtenir une représentation. Cependant le parti garde une influence relative dans le pays et se classe comme la quatrième formation politique après le RPT, l'UFC et le CAR.